# یوشکار-اولا ۲۹۱۰

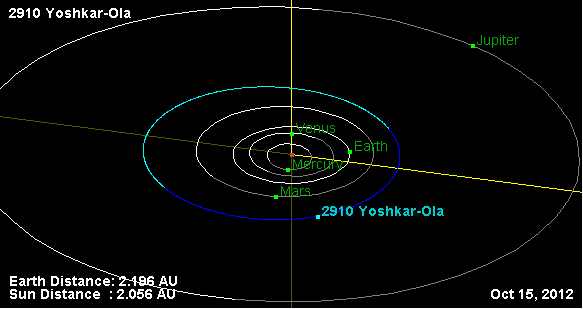
نمایی از محل قرارگیری سیارک یوشکار-اولا ۲۹۱۰ در مدار - ۲۰۱۲

سیارک ۲۹۱۰ (به انگلیسی: 2910 Yoshkar-Ola، نامگذاری:1980TK13) دو هزار و نهصد و دهمین سیارک کشف شده‌است که در ۱۱ اکتبر ۱۹۸۰ کشف شد.
قدر مطلق سیارک برابر ۱۳٫۸۰ است.